# Ida Glanzmann-Hunkeler

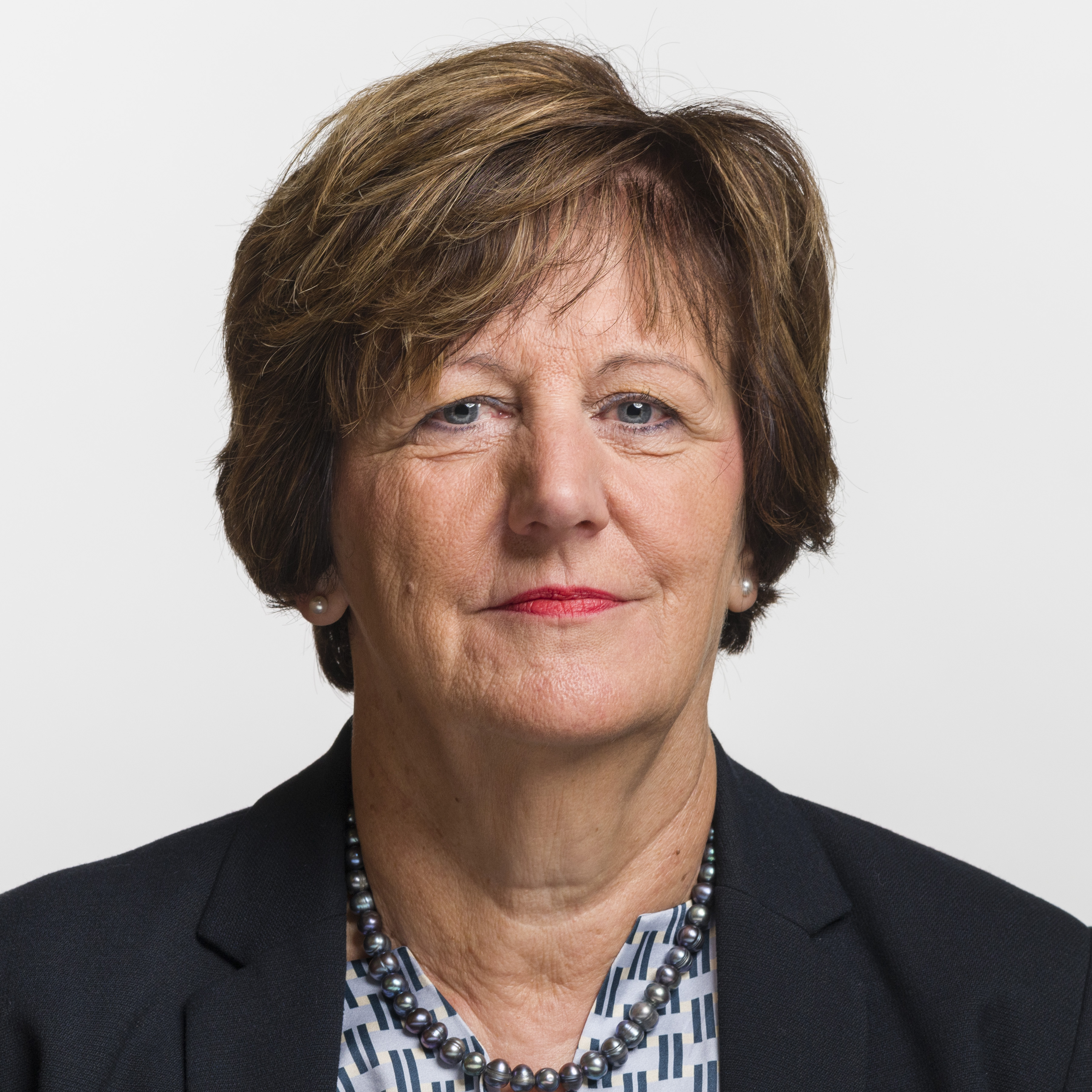
Ida Glanzmann-Hunkeler (2019)

Ida Glanzmann-Hunkeler (* 29. September 1958 in Zofingen, Kanton Aargau; heimatberechtigt in Altishofen) ist eine Schweizer Politikerin (Die Mitte, vormals CVP).

## Leben
Von 1995 bis 2006 war sie als Grossrätin in der Legislative des Kantons Luzern aktiv. Zwischen 1997 und 2004 war sie Vizepräsidentin der CVP Kanton Luzern. Von 2001 bis 2009 präsidierte sie die CVP Frauen Schweiz. Von 2011 bis 2021 war sie Vizepräsidentin der CVP Schweiz.
Glanzmann-Hunkeler hat seit dem 18. September 2006 Einsitz im Nationalrat der Schweiz. Im Rahmen ihres Parlamentsmandates ist sie zurzeit (April 2022) Präsidentin der Delegation bei der parlamentarischen Versammlung des nordatlantischen Verteidigungsbündnisses (NATO), Mitglied der Sicherheitspolitischen Kommission sowie Delegierte bei der Parlamentarischen Versammlung der OSZE.
Sie ist Mitglied im Arbeitskreis Sicherheit und Wehrtechnik (asuw) und der 2013 auf Initiative der Getränkehersteller gegründeten Lobbygruppe für Süssgetränke IG Erfrischungsgetränke.
Glanzmann-Hunkeler wohnt in Altishofen. Sie ist Kauffrau und hat drei Kinder. Einer ihrer Ururgrossväter ist Josef Zemp, der erste nichtfreisinnige Bundesrat der Schweiz. Über ihn ist sie auch mit ihrer Partei- und früheren Ratskollegin Barbara Schmid-Federer, ebenfalls Ururenkelin von Zemp, verwandt.